# 相沢菜月
相沢 菜月（あいざわ なつき、2003年〈平成15年〉3月27日 - ）は、日本のタレント、グラビアアイドル、レースクイーン。
東京都出身。プラチナムプロダクション所属。Shibu3 projectの元メンバーで、本名及び旧芸名は「谷川 奈々穂」（たにかわ ななほ）。

## 略歴
高校1年の時にスカウトされ、2019年にプラチナムのアイドルユニット『Shibu3 project』に加入。Shibu3ではブルークラスに配属され、2021年3月28日の卒業まで2年間在籍した。
2021年11月10日、自身のSNSで相沢 菜月への改名を発表。同年12月25日、プラチナムに所属していた青山明日香の後任として、グッドスマイルレーシング『レーシングミクサポーターズ』の2022年度メンバーに選ばれたことが発表された。2023年と2024年も引き続きミクサポメンバーを務めている。
2022年7月、『ミスFLASH2023』にエントリーしセミファイナル30名の中に入ったが、ファイナリスト進出はならなかった。
2023年6月9日 - 11日にマレーシアで行われた『東京オートサロン・クアラルンプール2023』では、イメージガール「J-Girls」の一員として参加。芸能生活4年目にして初の海外イベント出演となった。

## 人物
- 愛称は「なーちゃん」[3][雑誌 1]。
- 3歳から新体操のクラブチームに入り、全国大会でメダルを獲得した経験を持つ。高校入学を機にチームを卒業したが、母親がモデルをしていたことが現事務所でタレント業を行うきっかけとなった[雑誌 1]。
- 同じ事務所の一ノ瀬のこと特に仲が良く[9]、ゴルフ雑誌「GOLF TODAY」のGTバーディーズでも共働している[注 3]。
- 左ほほのほくろがチャームポイント[雑誌 1]。
- Peel the Appleの春海りおと誕生日が同じ3月27日である（但し年齢は春海が1歳下）。
- 名古屋のローカルアイドルユニット「てぃんく♪」に同姓同名のメンバーが所属していたが[注 4]、全くの別人である。

## 出演

### テレビ番組
- 江戸モアゼル〜令和で恋、いたしんす。〜（ytv・日本テレビ系列、2021年2月12日未明放送）- 第6話ゲスト・乃木和奏 役[13]
- 東京トキメキ百貨店（テレビ朝日、2022年2月26日未明放送） 
「ベストツヤ髪コンテスト」でグランプリを受賞し、エイジングオイル「サボーテ」のアンバサダーに任命される[14]。
- キングオブコント2022（TBS系列、2022年10月8日放送） - アシスタント[15]
- バービーのHappy Pampee TV（BSJapanext、2023年1月24日 - 31日放送）- TikTokerで俳優の大川泰雅とお見合い[16]。
- ノブコブ吉村のラブヶ原〜世紀の合コン大合戦〜（BSよしもと、2023年4月15日 - 6月3日放送回出演）
SEASON1で朝比奈りる、新井萌花と「チームヴァージン」を組んで参加[17]。
- 全領域異常解決室 第6話（2024年11月13日、フジテレビ） - 大松夕香 役

### イベント
- 東京オートサロン2022（2022年1月14日 - 16日、幕張メッセ）- ミクサポメンバーとして参加[4]
- 東京オートサロン2023（2023年1月13日 - 15日、幕張メッセ） - ミクサポメンバーとして参加[18]
- 東京オートサロン・クアラルンプール2023（2023年6月9日 - 11日、マレーシアマレーシア国際貿易展示場）- イメージガール「J-Girls」[注 5]

### 舞台
- 放課後戦記2022（2022年11月29日 - 12月4日、池袋シアターミクサ） - 峻拒絶恵 役[注 6]

### 配信ドラマ
- 恋愛シミュレーションドラマ「MIMI GIRL」（2021年、DRAMA BASE）[21]
- インタラクティブホラードラマ「DROSERA」（2021年 - 2022年、DRAMA BASE） - めい 役[22]
- 真夜中の12時「短編ドラマ・友達だった男女が勢いでラブホに来てしまった時の雰囲気」（2023年6月9日公開）- 新納直と共演[23]

### 雑誌
- ギャルズ・パラダイス「2022レースクイーンデビュー編」（三栄）[雑誌 1][注 7]
- 週刊ヤングジャンプ 2022年48号グラビア（集英社）[24]
- ヤングアニマル 2023年2号グラビア（白泉社）[注 8]
- GOLF TODAY「GTバーディーズ」（三栄、2023年7月号より）[2][11]